# 高考 (纪录片)
《高考》是由史岩导演的一部纪录片。纪录片总集数为6集，每集长度约49分钟，于2015年8月3日至8日在中国中央电视台播出。其发行后获得了外界的好评。

## 背景与發行
《高考》由中国中央电视台纪录频道副总监史岩导演。史岩作为一名家长，能体会到人们对于子女教育问题的关注，而高考是这一问题的焦点。他认为，“高考本身兼具新闻性与话题性，它是大部分人共同的经历和体验，在情感上容易引起广泛共鸣。”因此，决定选择“高考”这一题材作为纪录片的题材。
在内容方面。史岩认为，中国存在地域、贫富的差距，人们对教育的理解各有不同。而这部纪录片的各集正记录了不同地方的人如何以不同方式对待高考。制作上，史岩脱离传统，没有在纪录片上使用解说词，仅仅依靠影像驱动。他表示：“无解说的风格能够为观众理解和认知影像提供充足空间，弱化了编导对观众的主观引导。”
央視製作整部紀錄片耗時1年多。影片於2015年8月3日至8日在中國中央電視台播出。

## 分集介绍
| 集數 | 標題                     | 首播日期     |
| ---- | ------------------------ | ------------ |
| 1    | 《毛坦厂的日与夜》（上） | 2015年8月3日 |
| 2    | 《毛坦厂的日与夜》（下） | 2015年8月4日 |
| 3    | 《久牵的孩子们》         | 2015年8月5日 |
| 4    | 《走出大山》             | 2015年8月6日 |
| 5    | 《留学大潮下》           | 2015年8月7日 |
| 6    | 《校长的选择》           | 2015年8月8日 |

## 反响
《高考》播出後引发了大量网友对高考的追忆以及对教育问题的讨论。影片在豆瓣上的评分达8.9分。该纪录片中的剧集《毛坦厂的日与夜》荣获金树国际纪录片节最佳长纪录片奖与2016中国（广州）国际纪录片节竞赛单元季军。
中国视协纪录片学术委员会会长刘效礼赞赏了《高考》的记录手法，他认为这种手法“使全片具有强烈的感染力。”中国传媒大学中国纪录片研究中心主任、电视与新闻学院副院长何苏六认为，本片直面当下，“不仅是一部艺术作品，还为中国的教育学、社会学研究提供了一个很好的样本”，他还表示本片回归了“纪实美学”且“有态度有温度”。
北大附中校长王铮说，《高考》“引发人们思考的冲击力是巨大的。”他希望纪录片能继续拍下去。和王峥一样，二十一世纪教育研究院副院长，扬州中学教师王雄亦认为《高考》还可以拍很多东西，比如为什么高考会变成一个“怪兽”。